# Clay County, Alabama
Clay County är ett county i den amerikanska delstaten Alabama. 2012 uppskattades countyt ha 13 435 invånare. Den administrativa huvudorten (county seat) är Ashland.

## Geografi
2013 hade countyt en total area på 1 569,53 km². 1 564,25 km² av arean var land och 5,28 km² var vatten.

### Angränsande countyn
- Cleburne County, Alabama - nord
- Randolph County, Alabama - öst
- Tallapoosa County, Alabama - syd
- Coosa County, Alabama - sydväst
- Talladega County, Alabama - väst

### Orter
- Ashland (huvudort)
- Delta
- Hollins
- Lineville
- Millerville